# La Merveilleuse Anglaise
Pour plus de détails, voir Fiche technique et Distribution.
La Merveilleuse Anglaise (The Fast Lady) est un film britannique réalisé par Ken Annakin, sorti en 1963.

## Synopsis
Murdoch Troon, président d'un club cycliste, achète une vieille Bentley, The Fast Lady (titre original du film). Troon n'a aucune aptitude à la conduite, mais il persévère dans le but d'impressionner Claire, la fille d'un aristocrate arrogant.

## Fiche technique
- Titre original : The Fast Lady
- Titre français : La Merveilleuse Anglaise
- Titre belge : Ah ! Quel chassis !
- Réalisation : Ken Annakin
- Scénario : Jack Davies, Henry Blyth
- Direction artistique : Harry Pottle
- Décors : Peter Lamont
- Costumes : Julie Harris, Morris Angel
- Photographie : Reginald H. Wyer
- Son : Peter Davies, John W. Mitchell
- Montage : Ralph Sheldon
- Musique : Norrie Paramor
- Production : Julian Wintle, Leslie Parkyn
- Société de production : Independent Artists
- Société de distribution : J. Arthur Rank Film Distributors
- Pays d'origine :  Royaume-Uni
- Langue originale : anglais
- Format : couleur (Eastmancolor) — 35 mm — 1,37:1 — son mono
- Genre : Comédie
- Durée : 95 minutes
- Dates de sortie : 
  - Royaume-Uni : 7 février 1963
  - France : 21 juillet 1967

## Distribution
- Leslie Phillips : Freddie Fox
- Julie Christie : Claire Chingford
- James Robertson Justice : Charles Chingford
- Stanley Baxter : Murdoch Troon
- Kathleen Harrison : Mme Staggers
- Eric Barker : Wentworth, le moniteur d'auto-école
- Allan Cuthbertson : Bodley, l'examinateur du permis de conduire
- Fred Emney : 1er golfeur
- Eddie Gray : 2d golfeur